# Iqboljon Akramov
Iqboljon Akramov (Fergana, 10 ottobre 1983) è un ex calciatore uzbeko, di ruolo centrocampista.

## Caratteristiche tecniche
Centrocampista, può giocare anche come terzino destro.

## Carriera

### Club
Comincia a giocare al Neftchi, in cui milita per 11 anni. Nel 2014 si trasferisce all'Olmaliq. Nel 2015 viene acquistato dall'Andijon.

### Nazionale
Ha debuttato in Nazionale il 24 marzo 2007, nell'amichevole Taipei Cinese-Uzbekistan (0-1). Ha partecipato, con la Nazionale, pur senza mai scendere in campo, alla Coppa d'Asia 2007. Ha collezionato in totale, con la maglia della Nazionale, 3 presenze.

## Statistiche

### Cronologia presenze e reti in Nazionale
| Cronologia completa delle presenze e delle reti in nazionale ― Uzbekistan | Cronologia completa delle presenze e delle reti in nazionale ― Uzbekistan | Cronologia completa delle presenze e delle reti in nazionale ― Uzbekistan | Cronologia completa delle presenze e delle reti in nazionale ― Uzbekistan | Cronologia completa delle presenze e delle reti in nazionale ― Uzbekistan | Cronologia completa delle presenze e delle reti in nazionale ― Uzbekistan | Cronologia completa delle presenze e delle reti in nazionale ― Uzbekistan | Cronologia completa delle presenze e delle reti in nazionale ― Uzbekistan |
| Data                                                                      | Città                                                                     | In casa                                                                   | Risultato                                                                 | Ospiti                                                                    | Competizione                                                              | Reti                                                                      | Note                                                                      |
| ------------------------------------------------------------------------- | ------------------------------------------------------------------------- | ------------------------------------------------------------------------- | ------------------------------------------------------------------------- | ------------------------------------------------------------------------- | ------------------------------------------------------------------------- | ------------------------------------------------------------------------- | ------------------------------------------------------------------------- |
| 24-3-2007                                                                 | Taipei                                                                    | Taipei cinese                                                             | 0 – 1                                                                     | Uzbekistan                                                                | Amichevole                                                                | -                                                                         | 56’                                                                       |
| 27-3-2007                                                                 | Taipa                                                                     | Cina                                                                      | 3 – 1                                                                     | Uzbekistan                                                                | Amichevole                                                                | -                                                                         |                                                                           |
| 5-7-2007                                                                  | Seul                                                                      | Corea del Sud                                                             | 2 – 1                                                                     | Uzbekistan                                                                | Amichevole                                                                | -                                                                         | 78’                                                                       |
| Totale                                                                    |                                                                           | Presenze                                                                  | 3                                                                         |                                                                           | Reti                                                                      | 0                                                                         |                                                                           |